# Fraimbois
Fraimbois ist eine französische Gemeinde mit 363 Einwohnern (Stand: 1. Januar 2022) im Département Meurthe-et-Moselle in der Region Grand Est (vor 2016: Lothringen). Sie gehört zum Arrondissement Lunéville und zum Kanton Lunéville-2.

## Geografie
Fraimbois liegt etwa sieben Kilometer südsüdöstlich des Stadtzentrums von Lunéville an der Meurthe, die die Gemeinde größtenteils im Nordosten begrenzt. Nachbargemeinden von Fraimbois sind Hériménil im Westen und Norden, Moncel-lès-Lunéville im Norden und Nordosten, Laronxe und Saint-Clément im Osten, Moyen im Südosten und Süden sowie Gerbéviller im Süden und Südwesten.

## Bevölkerungsentwicklung
| Jahr                       | 1962 | 1968 | 1975 | 1982 | 1990 | 1999 | 2006 | 2019 |
| Einwohner                  | 259  | 237  | 244  | 266  | 273  | 279  | 320  | 391  |
| Quellen: Cassini und INSEE |      |      |      |      |      |      |      |      |

## Sehenswürdigkeiten
- Kirche Saint-Maurice aus dem 19. Jahrhundert

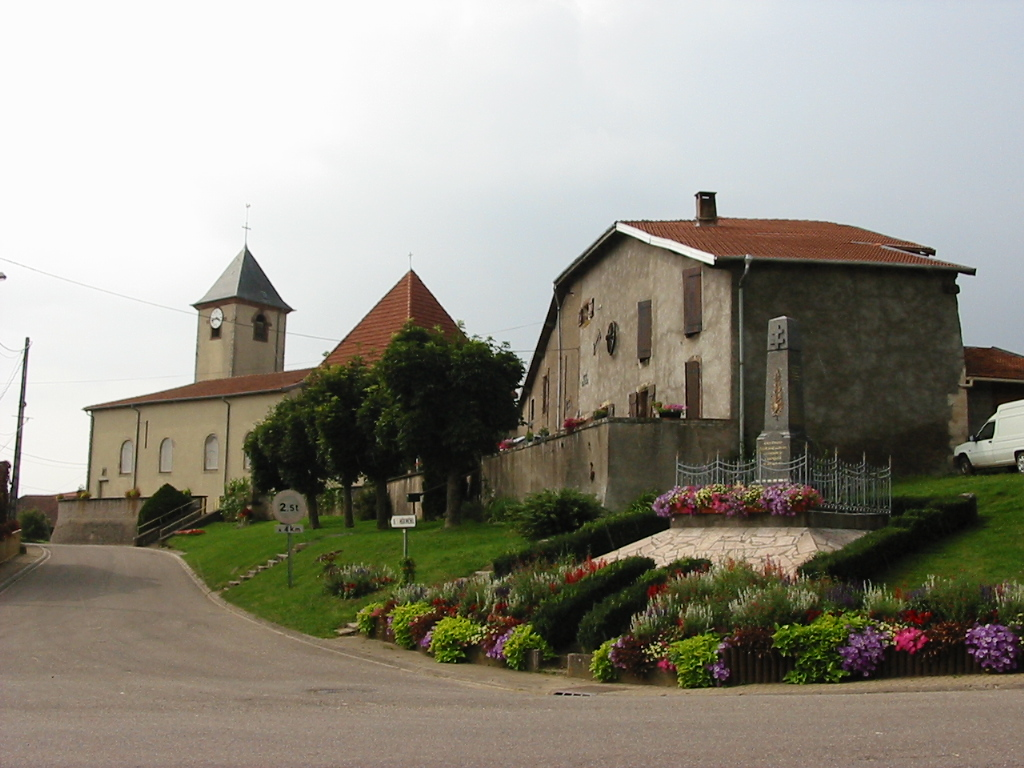
Kirche Saint-Maurice

- Kapelle Notre-Dame-de-Bonsecours